# HMS Highflyer (1898)
Pour les autres navires du même nom, voir HMS Highflyer.
Le HMS Highflyer est un croiseur protégé de la Royal Navy mis en service en 1899. C'est le premier navire de la classe Highflyer, comprenant deux autres unités : le HMS Hermes et le HMS Hyacinth. Il sert notamment durant la Première Guerre mondiale avant d'être démantelé en 1921.

## Histoire

### Bataille avec leKaiser Wilhelm Der Grosse
En août 1914, il est transféré à la station du Cap-Vert afin de soutenir l'escadre de croiseurs de l'amiral Stoddart pour retrouver le Kaiser Wilhelm Der Grosse et le mettre hors d'état de nuire. Le 26 août 1914, il repère le Kaiser Wilhelm Der Grosse au large de Río de Oro en train de se ravitailler en charbon. La bataille est rude, mais le paquebot allemand se retrouve finalement à court de munitions et est sévèrement touché. Finalement, le Kaiser Wilhelm Der Grosse est sabordé par son équipage. À bord de l'Highflyer, un homme est décédé et six autres sont blessés.

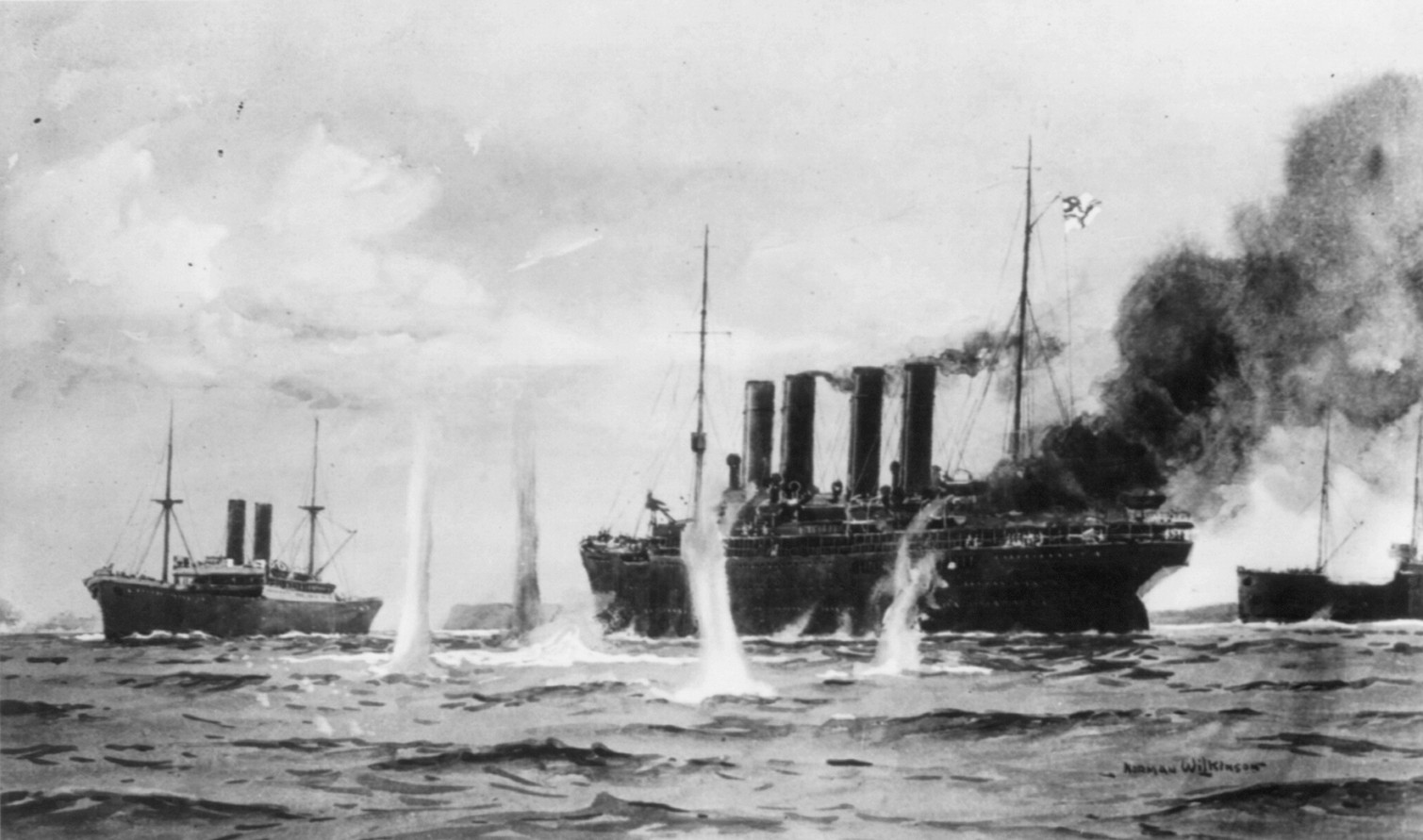
Le Kaiser Wilhelm der Grosse au cours de la bataille qui l'opposa à l'Highflyer
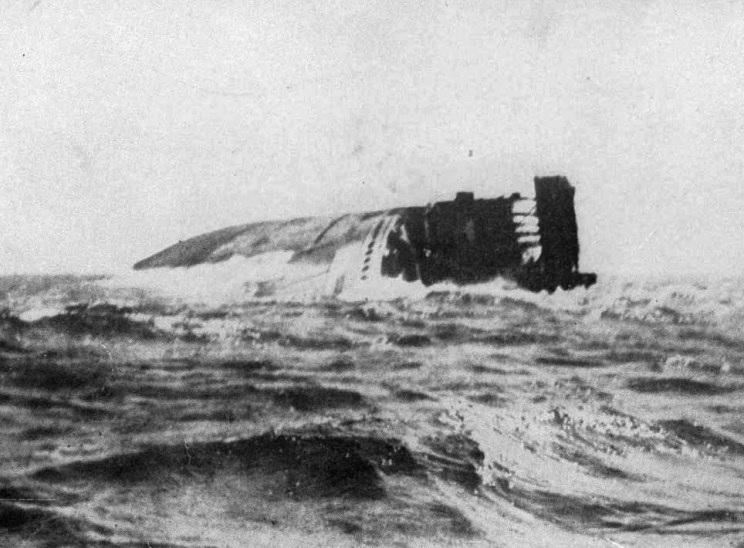
Le Kaiser Wilhelm Der Grosse après la bataille

### Fin
Le 10 juin 1921, le navire est vendu à un chantier de démolition et détruit.